# Calakmul
Calakmul és un centre urbà prehispànic maia situat al sud-est de l'estat mexicà de Campeche, a la regió del Petén Campechano, al nucli de la reserva de la biosfera de Calakmul de més de 700.000 ha i a escassos quilòmetres de la frontera amb Guatemala. Està inscrit a la llista del Patrimoni de la Humanitat de la UNESCO des del 2002